# نشانگان پوست‌ریزی‌دهنده استافیلوکوکی
نشانگان پوست‌ریزی‌دهنده استافیلوکوکی (انگلیسی: Staphylococcal scalded skin syndrome؛ مخفف: SSSS یا 4S) یک بیماری پوستی است که توسط استافیلوکوکوس اورئوس ایجاد می‌شود.

## علائم و نشانه‌ها
این بیماری با تشکیل گسترده تاول‌های پر از مایع که دیواره‌های نازکی دارند و به راحتی پاره می‌شوند، ظاهر می‌شود و معاینه بیمار برای نشانه نیکولسکی می‌تواند مثبت باشد. بیماری ریتر در نوزادان شدیدترین شکل SSSS است که علائم و نشانه‌های مشابهی دارد. SSSS اغلب شامل یک اریترودرمی دردناک گسترده‌است که اغلب صورت، محل پوشک و سایر نواحی که دو بخش پوست با هم برخورد می‌کنند، را درگیر می‌کند. ممکن است مناطق وسیعی از پوست پوستی شدن وجود داشته باشد. پوست پوستی شدن دور دهان و شقاق در اوایل دوره دیده می‌شود. برخلاف نکرولیز اپیدرمی سمی، SSSS از غشاهای مخاطی محافظت می‌کند. این بیماری بیشتر در کودکان زیر ۶ سال شایع است، اما در بزرگسالانی که دچار سرکوب سیستم ایمنی یا نارسایی کلیه هستند نبز دیده می‌شود.

## تشخیص
SSSS یک تشخیص بالینی است. این گاهی اوقات با جداسازی استافیلوکوکوس اورئوس از خون، غشاهای مخاطی یا بیوپسی پوست تأیید می‌شود. با این حال، این‌ها اغلب منفی هستند. بیوپسی پوست ممکن است جدا شدن لایه سطحی اپیدرم را نشان دهد (جدایی داخل اپیدرمی) که SSSS را از TEN که در آن جداسازی در محل اتصال درمو-اپیدرمی رخ می‌دهد، متمایز می‌کند. تشخیص SSSS از نکرولیز اپیدرمی سمی و پسوریازیس پاسچولار دشوار است.

## درمان
اصلی‌ترین درمان برای SSSS مراقبت‌های حمایتی همراه با ریشه کنی عفونت اولیه است. اقدامات محافظه‌کارانه شامل آبرسانی مجدد، تب‌برها (به عنوان مثال ایبوپروفن یا استامینوفن)، مدیریت سوختگی حرارتی و پایدارسازی است. آنتی‌بیوتیک تزریقی برای پوشش استافیلوکوکوس اورئوس باید تجویز شود. بیشتر سویه‌های استافیلوکوکوس اورئوس که در SSSS نقش دارند دارای پنی‌سیلیناز هستند، بنابراین به پنی سیلین مقاوم هستند؛ بنابراین، درمان با نافسیلین، اگزاسیلین یا وانکومایسین به‌طور معمول لازم داده می‌شود. گاهی اوقات کلیندامایسین نیز به دلیل مهار اگزوتوکسین‌ها استفاده می‌شود.

## پیش‌آگهی
پیش‌آگهی SSSS در کودکان عالی است و ظرف ۱۰ روز پس از درمان بدون اسکار قابل توجهی رفع می‌شود. با این حال، SSSS باید به دقت از نکرولیز اپیدرمی سمی، که پیش آگهی بدی دارد، متمایز شود. پیش آگهی در بزرگسالان به‌طور کلی بسیار بدتر است و به عوامل مختلفی مانند زمان درمان، ایمنی میزبان و بیماری‌های همراه بستگی دارد.

## پیشینه
ویژگی‌های بالینی بیماری برای اولین بار در سال ۱۸۷۸ توسط بارون گوتفرید ریتر فون ریترشاین توصیف شد که ۲۹۷ مورد را در میان کودکان در یک یتیم‌خانه در چکسلواکی در یک دوره ۱۰ ساله مشاهده کرد.
در سال ۱۸۸۵، نیل فیلاتو و در سال ۱۸۹۴، کلمنت دوکس، یک بیماری خارق‌العاده را که تصور می‌کردند نوعی سرخجه است، توصیف کردند، اما در سال ۱۹۰۰، دوکس آن را به عنوان یک بیماری جداگانه شناسایی کرد که با نام بیماری دوکس، بیماری فیلاتوف یا بیماری چهارم، شناخته شد. اگرچه دوکس آن را به عنوان یک بیماری جداگانه شناسایی کرد، اما به نظر که آن بیماری تفاوتی با مخملک ناشی از اگزوتوکسین استافیلوکوک ندارد. سپس کیت پاول در سال ۱۹۷۹ پیشنهاد کرد که آن بیماری با وضعیتی که در حال حاضر به عنوان نشانگان پوست‌ریزی‌دهنده استافیلوکوکی شناخته می‌شود، معادل باشد.